# Хофбибер
Хофбибер (њем. Hofbieber) општина је у њемачкој савезној држави Хесен. Једно је од 23 општинска средишта округа Фулда. Према процјени из 2010. у општини је живјело 6.319 становника. Посједује регионалну шифру (AGS) 6631013.

## Географски и демографски подаци
Хофбибер се налази у савезној држави Хесен у округу Фулда. Општина се налази на надморској висини од 390 метара. Површина општине износи 87,2 km². У самом мјесту је, према процјени из 2010. године, живјело 6.319 становника. Просјечна густина становништва износи 72 становника/km².